# Camellia tonkinensis
Camellia tonkinensis là một loài thực vật có hoa trong họ Theaceae. Loài này được (Pit.) Cohen-Stuart mô tả khoa học đầu tiên năm 1916.